# Tweede Constantijn Huygensstraat 43-53
Tweede Constantijn Huygensstraat 43-53 te Amsterdam is een blokje woon- en winkeleenheden  aan de Tweede Constantijn Huygensstraat in Amsterdam-West. Het blokje heeft aan de vleugels nog bouwsels aan de Eerste Helmersstraat 82-84 en Tweede Helmersstraat 123. Het complex is ontworpen door architect Ludwig Beirer, waarvan meer gebouwen in Amsterdam tot monument werden verklaard.  
Het blok werd op 14 april 2009 tot gemeentelijk monument verklaard.

## Tweede Constantijn Huygensstraat
Alle zes de gebouwen bestaan uit vier bouwlagen met daarop nog onder een enigszins afgeplat puntdak een zolder. Er is een opvallend verschil tussen de linker en rechter drie panden. In de rechter helft zijn banden toegepast van geel en oranje baksteen binnen het gangbare bruine; de linker drie kennen banden van alleen geel baksteen in het gangbare bruine baksteen. De linker drie hebben nog wel oranje baksteen versieringen.
Andere verschillen zijn eveneens met een oplettend oog zichtbaar. Zo hebben de buitenste gebouwen maar twee traveeen met bijbehorende ontspanningsbogen, de middelste vier hebben drie raamgangen met daarboven gotisch gevormde ontspanningsbogen. Er geldt voor de buitenste twee panden weer een verschil; het linker heeft een erker met erbovenop een balkon; het rechter gebouw ontbeert beide. De vier middelste gebouwen hadden in het ontwerp wel de erkers, maar de balkonnetjes daarop zijn van later datum. De ingangen zijn drie om drie gespiegeld geplaatst, net als de hijsbalken.

## Helmersstraten
De gebouwen aan de Helmersstraten hebben weer een andere bouw. Ze zijn wel weer geheel opgetrokken van oranje baksteen, hebben vier bouwlagen, maar hebben een aanmerkelijk hogere puntgevel. Het eigenaardige is dat het gebouw aan de Tweede Helmersstraat twee erkers heeft met een balkon; dat aan de Eerste Helmersstraat twee balkons.